# George Sylwan
Frans Johan Georg Sylwan, artistnamn George Sylwan, född den 11 juni 1891 i Stockholm, död där den 8 augusti 1950, var en svensk skådespelare, journalist och författare. 
Han var son till veterinären Frans Sylvan och Sara Gustafson och studerade vid läroverk och samskola i Stockholm. Därefter anställning som journalist  vid olika tidningar 1911 fram till 1919, då han blev ansvarig utgivare av Mariefreds och Södertälje Tidning. 
Han skrev noveller som publicerades i tidningar och tidskrifter samt revyer och lustspel av vilka somliga även trycktes. Pjäsen Blidökungen från 1916 uppfördes över 300 gånger. Han medverkade även i som skådespelare i några filmer.
Sylwan förväxlas ibland med boxaren "Joe" Georg Sylvan (född i Borås 1899 och död 1955 i Södertälje), vilken är far till kraftatleten och skådespelaren Ramon Sylvan.

## Filmografi
- 1932 – Sten Stensson Stéen från Eslöv på nya äventyr
- 1949 – Pippi Långstrump
- 1949 – Lattjo med Boccaccio